# 岭东区
岭东区是黑龙江省双鸭山市下辖的一个市辖区。區人民政府駐中山街道。

## 行政区划
下辖6个街道、1个乡：
中山街道、北山街道、南山街道、东山街道、中心街道、西山街道、长胜乡和岭东区青山旅游公司。

## 人口
根據第七次人口普查數據，截至2020年11月1日零時，嶺東區常住人口為27498人。
2010年末嶺東區區總人口10.6萬人，其中非農業人口9.1萬人；嶺東區少數民族人口約佔2%。擁有滿族、回族、朝鮮族、蒙古族、錫伯族、赫哲族、達斡爾族、鄂温克族、鄂倫春族等15個少數民族。